# John Macionis
John Joseph Macionis, född 27 maj 1916 i Philadelphia, död 16 februari 2012 i Charlottesville, var en amerikansk simmare.
Macionis blev olympisk silvermedaljör på 4 x 200 meter frisim vid sommarspelen 1936 i Berlin.